# カーブル州
カーブル州／カブール州（カーブルしゅう、カブールしゅう、kābul ダリー語表記で کابل）は、アフガニスタンを構成する34州の1つ。同国北東部に位置し、首都のカーブル市を州都とする。カーブル市は標高海抜1800 mの高地にある。アフガニスタンでは数少ない、都市化の進んだ地域で、国内最小クラスの州面積 (4,462 km²) の中に300万人以上の人口が集中している (2006年の公式推計では3,138,100人)。ほぼカーブル市全域のみを指す自治体であり、州政府と市政、さらに同国が連邦国家ではない点から中央政府という三重の統治構造を持ち、効率面から改革が検討されている。
かつては世界でも指折りの美しい文化都市であったが (13世紀初頭)，近年は激しい戦火にさらされ長く荒廃していた。現在，アフガニスタンではもっとも国際的な地域であり，政治的中心地である。2021年11月現在の知事は、カーリ・バリヤル。

## 気候
カーブル地域の気候区分は砂漠気候あるいはステップ気候である。きわめて降水量が少なく，とりわけ5月から11月にかけてはほとんど雨が降らないため，乾燥し埃っぽい地域である。気温の変化は昼夜できわめて大きいが，季節や場所によってもまた差が大きい。年間300日以上は，雲一つない明るい青空が広がる。降雪量は年間15 - 30 cm。1年の内，最も寒冷なのは1月で1日の平均気温は -12°C，暑熱なのは7月で1日の平均気温は25°C。過去最高気温は36.9°C，最低気温は-21.7°Cである。

## 政治
| 歴代州知事              | 歴代州知事                       | 歴代州知事                                                           |
| 任期                    | 名前                             | 備考                                                                 |
| ----------------------- | -------------------------------- | -------------------------------------------------------------------- |
| 2001年?-?               | サイード・フセイン・アンワリ     | 北部同盟に属していたハザラ人。後にガニー元大統領の軍事顧問となった。 |
| 2005‐2009年             | ディン・ムハンマド               | アブドゥル・カディールとアブドル・ハクの兄弟。                       |
| 2009‐2011年             | ザビフラ・ムジャッディディー     | ムジャッディディー元大統領の息子。                                   |
| 2011‐2012年             | アフマッドウラー・アリザイ       |                                                                      |
| 2012‐2013年             | アブドゥル・ジャバー・タクワ     |                                                                      |
| 2015-2017年             | ハミド・アクラム                 | 大統領官邸で議定書の責任者を務めていた。                             |
| 2017年8月-2021年8月15日 | ムハンマド・ヤクーブ・ハイダリ   |                                                                      |
| 2021年8月22日-23日      | アブドゥル・マンスール・ラーマン | カーブル陥落後、知事代理に任命された。                               |
| 2021年8月24日-11月7日   | シリン・アホン                   | オマル師の側近で、ターリバーン指導部のメンバーであった。             |
| 2021年11月7日-          | カーリ・バリヤル                 | 米軍によってアルカイダやイランの特殊部隊との繋がりが指摘されていた。 |

## 行政区分

カーブル州は1市14郡で構成されている。

| 郡（市）        | 政庁所在地    |
| --------------- | ------------- |
| カーブル市      | カーブル      |
| Bagrami郡       | Bagrami       |
| Char Asiab郡    | Char Asiab    |
| Deh Sabz郡      | Deh Sabz      |
| Farza郡         | Farza         |
| Guldara郡       | Guldara       |
| Istalif郡       | Istalif       |
| Kalakan郡       | Kalakan       |
| Khaki Jabbar郡  | Khaki Jabbar  |
| Mir Bacha Kot郡 | Mir Bacha Kot |
| Mussahi郡       | Mussahi       |
| Paghman郡       | Paghman       |
| Qarabagh郡      | Qarabagh      |
| Shakardara郡    | Shakardara    |
| Surobi郡        | Surobi        |